# Радивилівський історичний музей
Радивилівський історичний музей — музей історії Радивилівщини, розташований у м.Радивилів, Рівненська область.

## Історія
Музей створений 1984 року як філіал Рівненського обласного краєзнавчого музею. Розташований у спеціально спорудженому двоповерховому приміщенні. Посилена робота із збору експонатів, упорядкування залів, яку вели  начальник відділу культури Кеда Іван Олексійович, вчитель історії Кеда Галина Василівна та начальник відділу культури та туризму Дмитрук Галина Миколаївна, принесла свої плоди: у 1989 році Радивилівською районною радою було прийнято рішення про створення районного історичного музею.
Перший експонат музею — державний кредитний білет 1 карбованець 1898 року. Сьогодні у музейних фондах — 3800 експонатів.

## Експозиція
Експозиційні зали
Експозиційні зали музею займають сім кімнат, де відображаються основні сторінки історії та культури краю: від перших власників міста до сьогодення.  Зокрема, представлена князівська та козацька доба, події Берестецької битви (1651). Значна увага приділена етнографічним пам’ятникам краю. Є матеріали про перебування в Радивилові відомих людей — письменників Оноре де Бальзака, Петра Козланюка, про уродженців Радивилова і району композитора Германа Жуковського, поета Григорія Чубая, про дослідника Берестецької битви 1651 року (відбулася на території нинішнього Радивилівського району) Ігоря Свєшнікова.
У 2011 році була оновлена експозиція у залі «Радивилівщина у роки Другої Світової війни».
До 25-ї річниці музею був відкритий зал «Інтер'єр світлиці початку ХХ століття на Радивилівщині».
Виставковий зал
Виставковий зал постійно поновлюється персональними виставками митців та майстрів прикладного мистецтва Радивилова і району: художника-різьбяра В. Шадріна, фотомайстрів В.Боярчука,  В.Сєрафімова, молодого фотографа О.Коваль, художників Р. Воронка, А.Капусти, Р.Козлова, О.Круглик, О.Петеровської,  вишивальниць Б.Бабак, С.Гонтара, Л.Зробок,   Н.Кухарук.
У 2018 році в музеї відбулася виставка текстильних творів майстерні старшого викладача Рівненського державного гуманітарного університету, лауреата обласної премії імені Ганни Леончук, Ірини Локшук  «У пошуках краси: кольорові акценти».

## Експедиції музею
Працівники музею провели експедиції:
- «Історико-краєзнавче дослідження сіл Радивилівського району»,
- «Традиції будівництва та інтер'єру хат початку XX століття на Радивилівщині»,
- «Радивилів — прикордонне, мультикультурне місто» тощо. Експедиції організовувалися на кошти гранту голови облдержадміністрації.

## Свята в музеї
Традиційно в музеї проводиться етнографічне свято «Музейне подвір'я запрошує», де майстри-рукодільники регіону показують свої витвори, спілкуються, відчувають підтримку та бачать захоплення їхніми роботами.Так, у  2016 році в межах свята відбулися  персональна виставка майстрині з села Срібне Радивилівського району Богдани Бабак, виставка-ярмарок робіт майстрів декоративно-прикладного мистецтва «Зроблено з любов’ю», майстер-класи, екскурсія «Ніч у музеї».
У 2018 році при музеї був створений Центр збереження традицій, який здійснює проєкт «Об'єднання майстрів декоративно-прикладного та художнього мистецтва Радивилівщини при історичному музеї для представництва в туристичній галузі, успішної реалізації сувенірної продукції та популяризації традицій та звичаїв українського народу», що спрямований на роботу з майстрами декоративно-прикладного та образотворчого мистецтва.
Музей займається просвітницькою діяльністю, популяризацією музейних колекцій. Зокрема, напередодні свята Стрітення запрошують дітей до музею, розказують про народні традиції, пов’язані зі святом, організують випікання жайворонків — символів Стрітення.

## Галерея

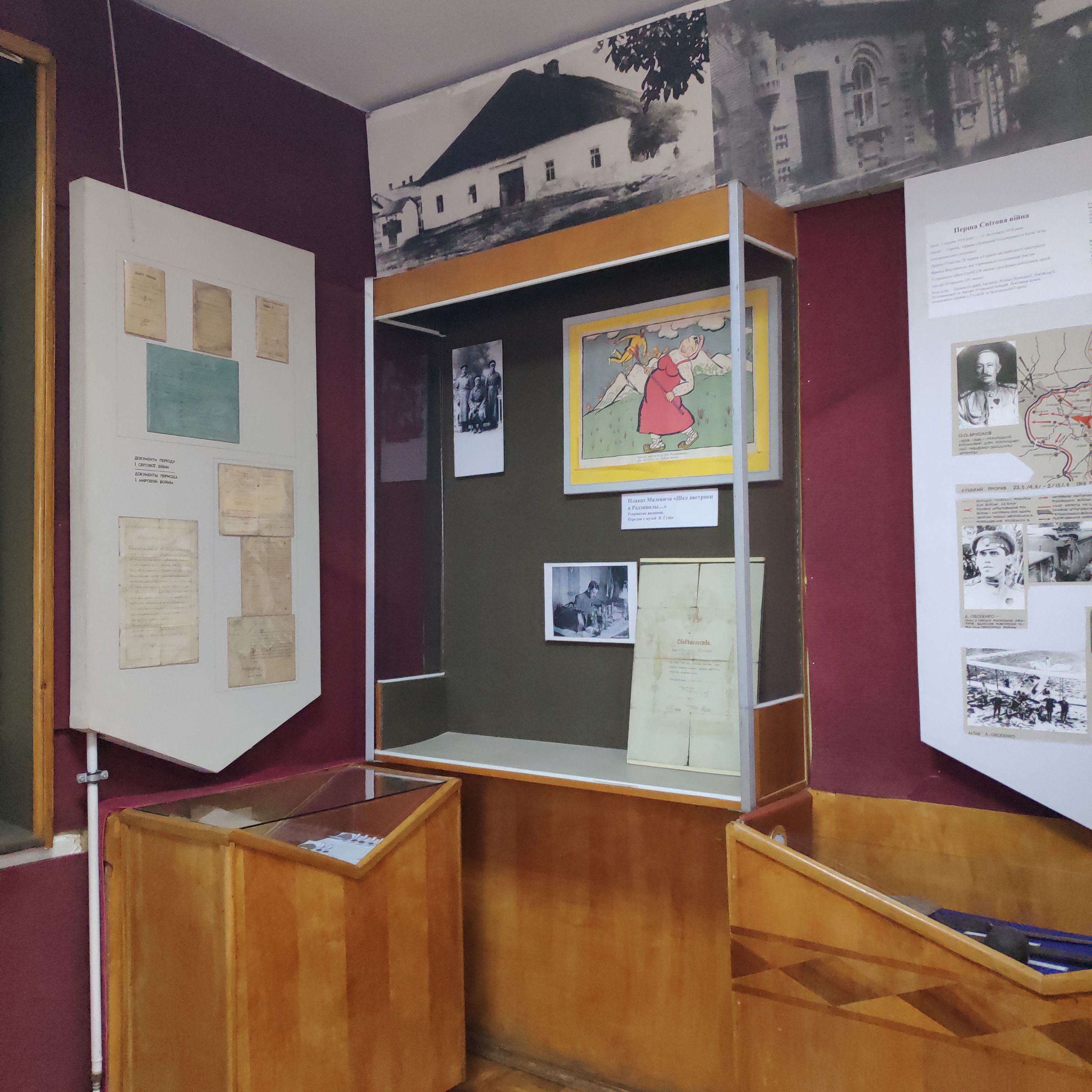
Експозиційний зал "Князівська доба"
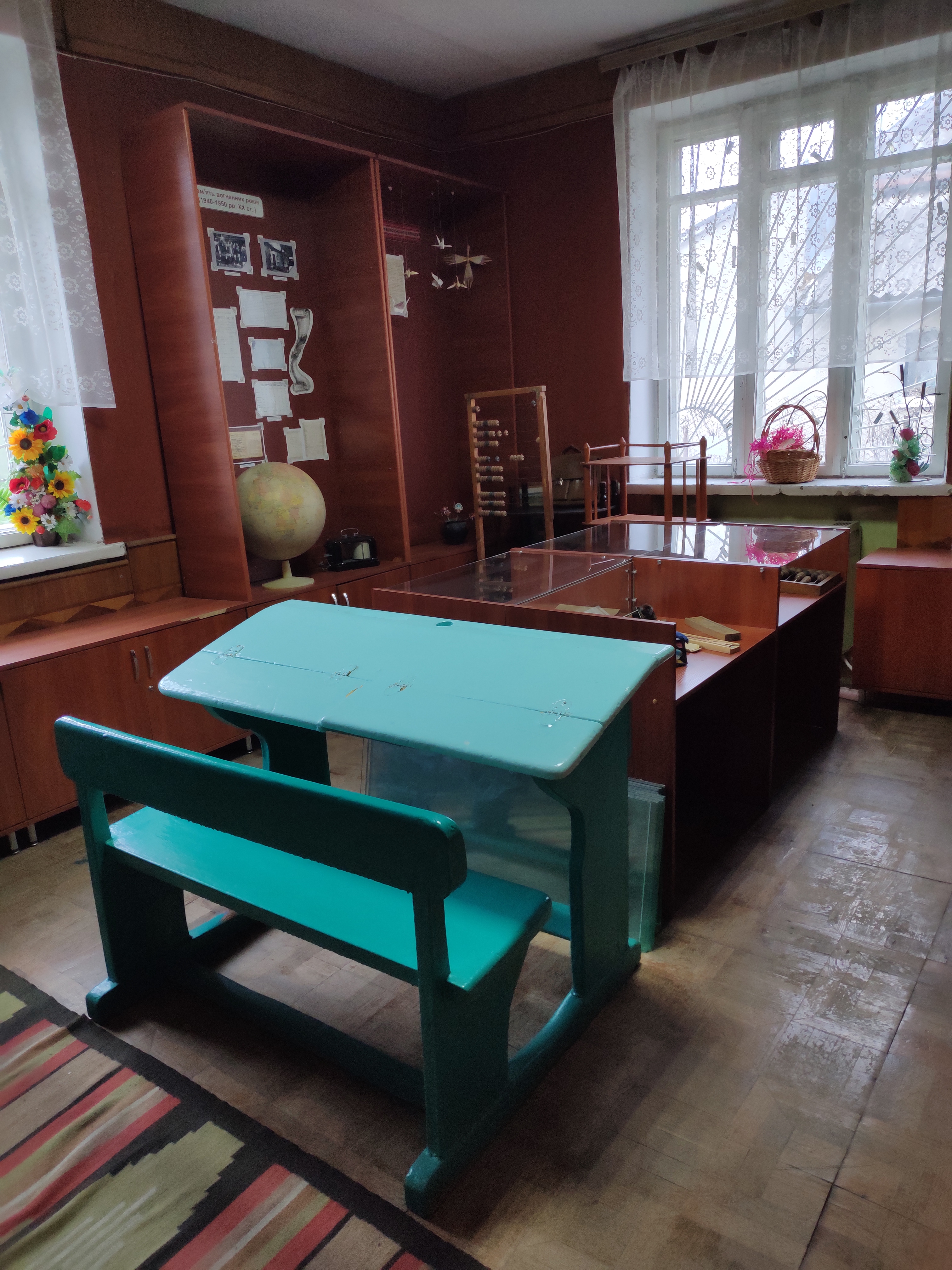
Експозиційний зал "Шкільне приладдя"
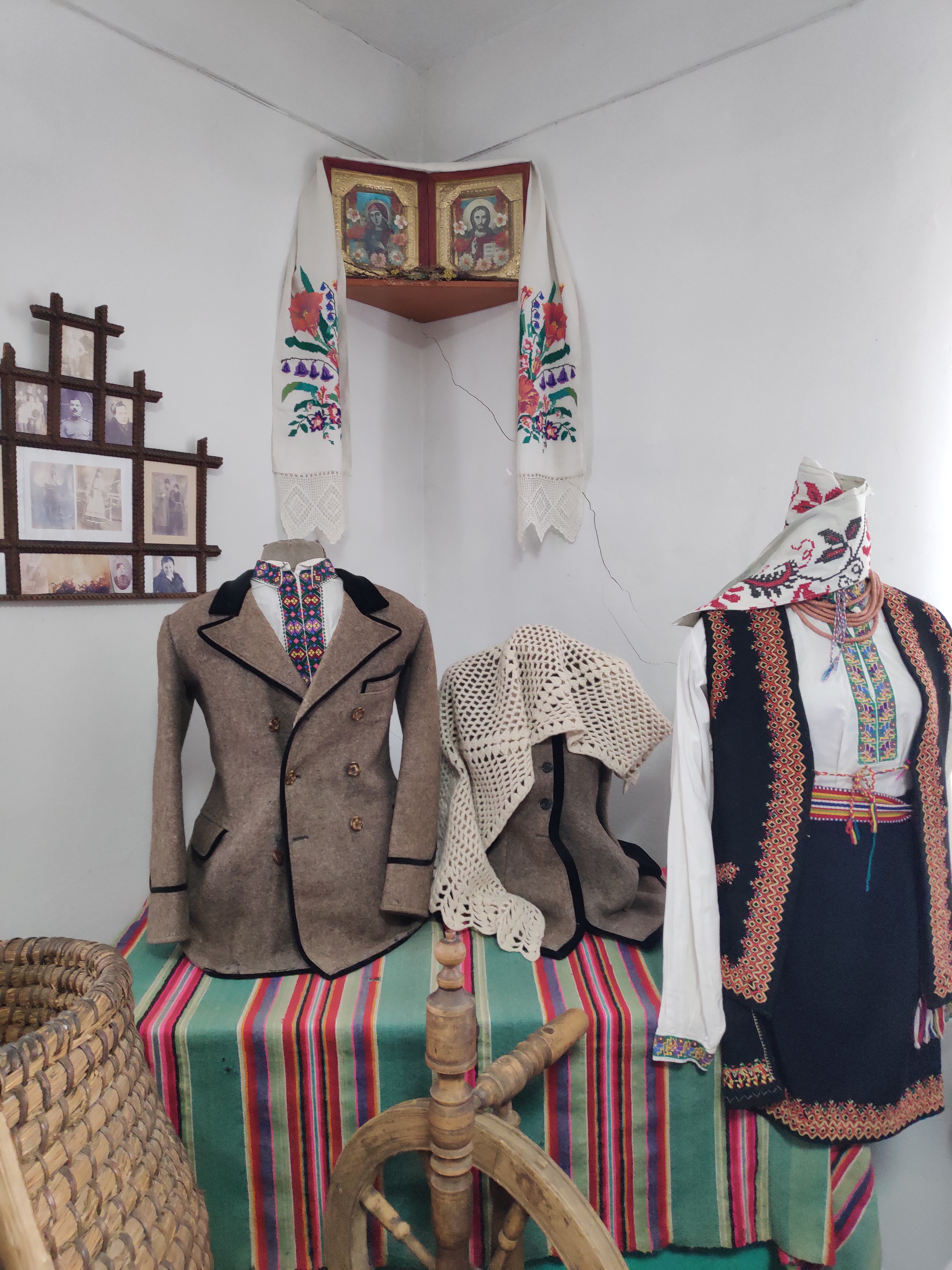
Експозиція "Національний одяг"
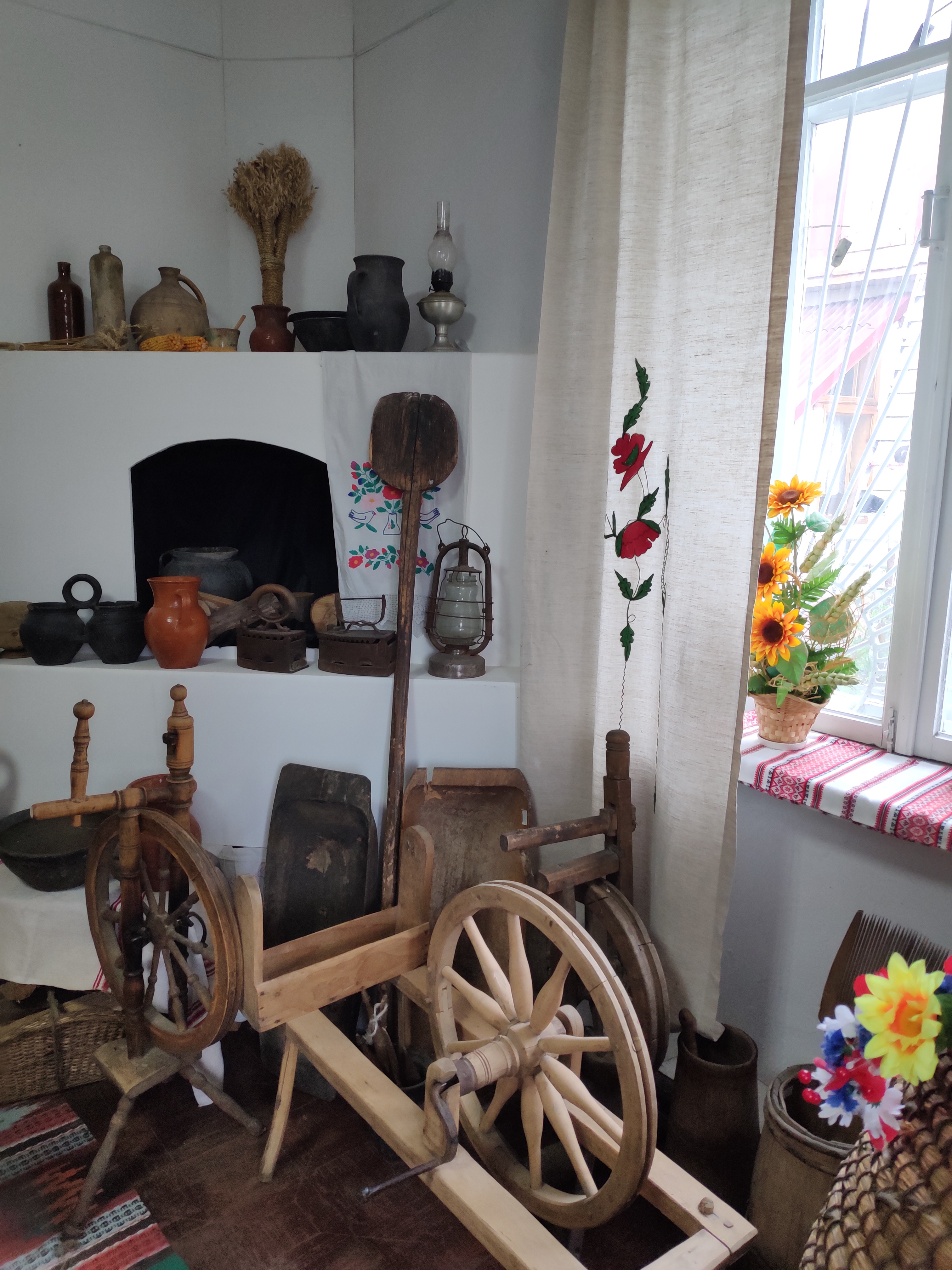
Експозиція "Українська піч та кухонне приладдя ХХ століття"
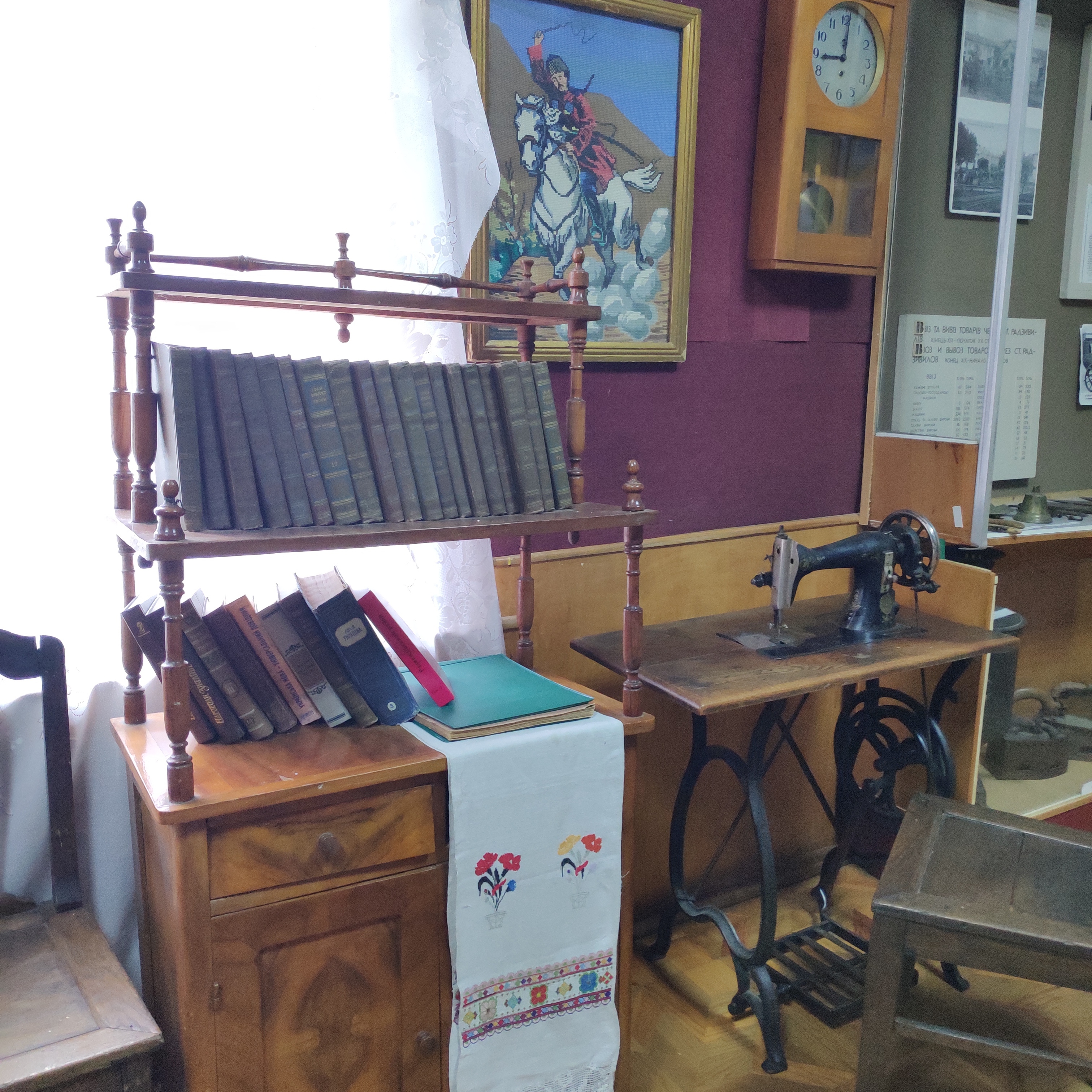
Експозиційний зал "Козацька доба"